# 552
552 је била преступна година.

## Догађаји
- Завршен Готски рат у коме је Византија потпуно поразила Остроготе и заузела целу Италију.

- 1. јул – Битка код Тагине: Нарсес прелази Апенине са византијском војском (25.000 људи). Блокирају га готске снаге под краљем Тотилом у близини Тагине (Средња Италија). У уској планинској долини, Нарсес распоређује своју војску у формацији у облику полумесеца. Лангобардске и херулске коњичке плаћенике, поставља  у центар. На свом левом боку шаље мешовиту снагу пешака и коњских стрелаца да заузму восонске тачке. Готи отварају битку одлучним нападом коњице. Заустављени енфилационом ватром са обе стране, нападачи су збуњени одбачени назад на пешадију иза њих. Византијски катафракти (Цлибанарии) продиру у масу. Убијено је више од 6.000 Гота, укључујући Тотилу. Остаци беже, а Нарсес одлази у Рим, где заузима град након кратке опсаде.
- Цар Јустинијан I шаље малу византијску војску (2.000 људи) под Либеријем у Хиспанију, према историчару Јорданесу. Осваја Картагену и друге градове на југоисточној обали.
- Цар Јустинијан I прима прва јаја свилене бубе од двојице несторијанских монаха у Цариграду. Послали су их у Централну Азију и прокријумчарили драгоцена јаја из Кине сакривена у шипкама бамбуса.
- Битка код Асфелда: Лангобарди под краљем Аудоином побеђују Гепиде.
- Синрик, краљ Весекса, заузима град-тврђаву Стари Сарум.
- У Ирској је основана епархија Меатх.
- Теја постаје последњи краљ Острогота у Италији.
- 11. јул – Прва година јерменског календара.
- Јуан Ди је наследио Сјао Донга на месту цара из династије Лианг.
- Бумин Кагхан умире; нови каган је Исик Каган из Туркојског царства.
- Будизам у Јапану је уведен, према Нихон Шокију.
- Евтихије Цариградски постаје цариградски патријарх.

## Смрти
- Википедија:Непознат датум — Тотила - Остроготски краљ. Убијен од стране Византинаца.
- Мина Цариградски
- Тотила - краљ Острогота